# UEFA Women's Champions League 2010/11
De UEFA Women's Champions League 2010/11 was het 10e seizoen van het Europese voetbaltoernooi voor vrouwen en het 2e seizoen na de naamsverandering van de UEFA Women's Cup naar de UEFA Women's Champions League. In de finale op Craven Cottage, die uit dezelfde ploegen bestond als het vorige jaargang, versloeg Olympique Lyon 1. FFC Turbine Potsdam met 2-0.

## Opzet
Net als in seizoen 2009/10 mochten de sterkste acht landen over de seizoenen 2004/05 tot en met 2008/09 een tweede team afvaardigen.
Dit betreft de volgende landen:
1. Duitsland
2. Zweden
3. Frankrijk
4. Rusland
5. Engeland
6. Denemarken
7. Italië
8. IJsland

Verder bestond dit toernooi uit één kwalificatieronde. In deze voorronde, bestaande uit minitoernooien van telkens vier teams, startten de acht nummers twee en de kampioenen van de landen die het laagst op de ranking stonden.
Na de kwalificatieronde waren er nog 32 teams over. Vanaf deze ronde werd er het knock-outsysteem gehanteerd. Tot aan de finale betrof dit een uit- en thuiswedstrijd. De finale werd over een enkele wedstrijd gehouden worden in Londen.

## Teams
| Hoofdtoernooi           | Hoofdtoernooi     | Hoofdtoernooi         | Hoofdtoernooi        |
| ----------------------- | ----------------- | --------------------- | -------------------- |
| Turbine Potsdam         | Linköpings FC     | Olympique Lyon        | Zvezda               |
| Arsenal                 | Fortuna Hjørring  | ASD Torres Calcio     | Valur Reykjavík      |
| Røa                     | Rayo Vallecano    | AZ                    | FK Zorka-BDU         |
| SV Neulengbach          | AC Sparta Praag   | CSHVSM                | Sint-Truiden         |
| Unia Racibórz           | FFC Zürich        | Lehenda-ShVSM         | Mašinac Niš          |
| Åland United            | MTK               | PAOK                  |                      |
| Kwalificatietoernooi    |                   |                       |                      |
| FCR 2001 Duisburg       | Umeå IK           | Juvisy                | Rossiyanka           |
| Everton                 | Brøndby IF        | Bardolino             | Breiðablik Kópavogur |
| Glasgow City            | FCM Târgu Mureş   | SU 1° Dezembro        | SFK 2000             |
| ASA Tel-Aviv University | ŽNK Krka          | FC NSA Sofia          | FC Roma Calfa        |
| Gintra Universitetas    | Slovan Bratislava | Swansea City          | St Francis FC        |
| ŽNK Osijek              | KÍ Klaksvík       | Gazi Üniversitesispor | FK Borec             |
| Newtownabbey            | Apollon Limassol  | FC Levadia Tallinn    | Baia Zoegdidi        |

## Kwalificatieronde
- De kwalificatieronde bestond uit 28 teams verdeeld over 7 poules. De poulewinnaars kwalificeerden zich voor het hoofdtoernooi. Ook de twee beste nummers twee gingen door.
- Het kwalificatietoernooi werd gespeeld van 5 tot 10 augustus 2010.

| Legenda kleuren in de tabellen                                            |
| ------------------------------------------------------------------------- |
| Groepswinnaars en twee beste nummers twee gaan door naar de tweede ronde. |
| Uitgeschakeld                                                             |

#### Poule A
| Nr. | Club                  | Wedstrijden | Wedstrijden | Wedstrijden | Wedstrijden | Doelpunten | Doelpunten | Doelpunten | Punten |
| --- | --------------------- | ----------- | ----------- | ----------- | ----------- | ---------- | ---------- | ---------- | ------ |
| Nr. | Club                  | G           | W           | G           | V           | V          | T          | Saldo      | Punten |
| 1   | Brøndby IF            | 3           | 3           | 0           | 0           | 21         | 0          | +21        | 9      |
| 2   | FC NSA Sofia          | 3           | 2           | 0           | 1           | 11         | 3          | +8         | 6      |
| 3   | FC Roma Calfa         | 3           | 0           | 1           | 2           | 3          | 13         | −10        | 1      |
| 4   | Gazi Üniversitesispor | 3           | 0           | 1           | 2           | 3          | 22         | −19        | 1      |

| Datum   | Tijd  | Team                  | Score  | Team                  |
| ------- | ----- | --------------------- | ------ | --------------------- |
| 5 aug.  | 15:45 | NSA Sofia             | 7 - 0  | Gazi Üniversitesispor |
| 5 aug.  | 19:00 | Brøndby               | 6 - 0  | Roma Calfa            |
| 7 aug.  | 12:45 | Brøndby               | 12 - 0 | Gazi Üniversitesispor |
| 7 aug.  | 16:00 | Roma Calfa            | 0 - 4  | NSA Sofia             |
| 10 aug. | 18:00 | NSA Sofia             | 0 - 3  | Brøndby               |
| 10 aug. | 18:00 | Gazi Üniversitesispor | 3 - 3  | Roma Calfa            |

#### Poule B
| Nr. | Club                 | Wedstrijden | Wedstrijden | Wedstrijden | Wedstrijden | Doelpunten | Doelpunten | Doelpunten | Punten |
| --- | -------------------- | ----------- | ----------- | ----------- | ----------- | ---------- | ---------- | ---------- | ------ |
| Nr. | Club                 | G           | W           | G           | V           | V          | T          | Saldo      | Punten |
| 1   | Everton              | 3           | 3           | 0           | 0           | 23         | 0          | +23        | 9      |
| 2   | Gintra Universitetas | 3           | 1           | 1           | 1           | 4          | 7          | −3         | 4      |
| 3   | KÍ Klaksvík          | 3           | 1           | 1           | 1           | 2          | 6          | −4         | 4      |
| 4   | FK Borec             | 3           | 0           | 0           | 3           | 0          | 16         | −16        | 0      |

| Datum   | Tijd  | Team                 | Score  | Team                 |
| ------- | ----- | -------------------- | ------ | -------------------- |
| 5 aug.  | 15:30 | Everton              | 6 - 0  | KÍ Klaksvík          |
| 5 aug.  | 19:30 | Gintra Universitetas | 4 - 0  | Borec                |
| 7 aug.  | 15:30 | Everton              | 10 - 0 | Borec                |
| 7 aug.  | 19:30 | KÍ Klaksvík          | 0 - 0  | Gintra Universitetas |
| 10 aug. | 18:00 | Gintra Universitetas | 0 - 7  | Everton              |
| 10 aug. | 18:00 | Borec                | 0 - 2  | KÍ Klaksvík          |

#### Poule C
| Nr. | Club                    | Wedstrijden | Wedstrijden | Wedstrijden | Wedstrijden | Doelpunten | Doelpunten | Doelpunten | Punten |
| --- | ----------------------- | ----------- | ----------- | ----------- | ----------- | ---------- | ---------- | ---------- | ------ |
| Nr. | Club                    | G           | W           | G           | V           | V          | T          | Saldo      | Punten |
| 1   | Apollon Limassol        | 3           | 3           | 0           | 0           | 13         | 2          | +11        | 9      |
| 2   | Umeå IK                 | 3           | 2           | 0           | 1           | 5          | 4          | +1         | 6      |
| 3   | ASA Tel-Aviv University | 3           | 1           | 0           | 2           | 3          | 7          | −4         | 3      |
| 4   | SFK 2000                | 3           | 0           | 0           | 3           | 2          | 10         | −8         | 0      |

| Datum   | Tijd  | Team         | Score | Team         |
| ------- | ----- | ------------ | ----- | ------------ |
| 5 aug.  | 17:00 | Umeå         | 3 - 0 | ASA Tel-Aviv |
| 5 aug.  | 20:00 | Sarajevo     | 1 - 6 | Apollon      |
| 7 aug.  | 17:00 | Umeå         | 1 - 4 | Apollon      |
| 7 aug.  | 20:00 | ASA Tel-Aviv | 3 - 1 | Sarajevo     |
| 10 aug. | 18:00 | Sarajevo     | 0 - 1 | Umeå         |
| 10 aug. | 18:00 | Apollon      | 3 - 0 | ASA Tel-Aviv |

#### Poule D
| Nr. | Club                 | Wedstrijden | Wedstrijden | Wedstrijden | Wedstrijden | Doelpunten | Doelpunten | Doelpunten | Punten |
| --- | -------------------- | ----------- | ----------- | ----------- | ----------- | ---------- | ---------- | ---------- | ------ |
| Nr. | Club                 | G           | W           | G           | V           | V          | T          | Saldo      | Punten |
| 1   | Juvisy               | 3           | 2           | 1           | 0           | 20         | 4          | +16        | 7      |
| 2   | Breiðablik Kópavogur | 3           | 2           | 1           | 0           | 18         | 4          | +14        | 7      |
| 3   | FCM Târgu Mureş      | 3           | 1           | 0           | 2           | 3          | 13         | −10        | 3      |
| 4   | FC Levadia Tallinn   | 3           | 0           | 0           | 3           | 2          | 22         | −20        | 0      |

| Datum   | Tijd  | Team            | Score  | Team            |
| ------- | ----- | --------------- | ------ | --------------- |
| 5 aug.  | 17:00 | Juvisy Essonne  | 5 - 1  | Târgu Mureş     |
| 5 aug.  | 20:00 | Breiðablik      | 8 - 1  | Levadia Tallinn |
| 7 aug.  | 17:00 | Juvisy Essonne  | 12 - 0 | Levadia Tallinn |
| 7 aug.  | 20:00 | Târgu Mureş     | 0 - 7  | Breiðablik      |
| 10 aug. | 18:00 | Breiðablik      | 3 - 3  | Juvisy Essonne  |
| 10 aug. | 18:00 | Levadia Tallinn | 1 - 2  | Târgu Mureş     |

#### Poule E
| Nr. | Club          | Wedstrijden | Wedstrijden | Wedstrijden | Wedstrijden | Doelpunten | Doelpunten | Doelpunten | Punten |
| --- | ------------- | ----------- | ----------- | ----------- | ----------- | ---------- | ---------- | ---------- | ------ |
| Nr. | Club          | G           | W           | G           | V           | V          | T          | Saldo      | Punten |
| 1   | Bardolino     | 3           | 3           | 0           | 0           | 14         | 1          | +13        | 9      |
| 2   | ŽNK Krka      | 3           | 2           | 0           | 1           | 9          | 4          | +5         | 6      |
| 3   | Swansea City  | 3           | 1           | 0           | 2           | 2          | 12         | −10        | 3      |
| 4   | Baia Zoegdidi | 3           | 0           | 0           | 3           | 1          | 9          | −8         | 0      |

| Datum   | Tijd  | Team          | Score | Team          |
| ------- | ----- | ------------- | ----- | ------------- |
| 5 aug.  | 15:45 | Bardolino     | 7 - 0 | Swansea City  |
| 7 aug.  | 15:45 | Bardolino     | 3 - 0 | Baia Zoegdidi |
| 7 aug.  | 20:45 | Swansea City  | 0 - 4 | Krka          |
| 8 aug.  | 20:45 | Krka          | 4 - 0 | Baia Zoegdidi |
| 10 aug. | 18:00 | Krka          | 1 - 4 | Bardolino     |
| 10 aug. | 18:00 | Baia Zoegdidi | 1 - 2 | Swansea City  |

#### Poule F
| Nr. | Club           | Wedstrijden | Wedstrijden | Wedstrijden | Wedstrijden | Doelpunten | Doelpunten | Doelpunten | Punten |
| --- | -------------- | ----------- | ----------- | ----------- | ----------- | ---------- | ---------- | ---------- | ------ |
| Nr. | Club           | G           | W           | G           | V           | V          | T          | Saldo      | Punten |
| 1   | Rossiyanka     | 3           | 3           | 0           | 0           | 18         | 1          | +17        | 9      |
| 2   | St Francis FC  | 3           | 2           | 0           | 1           | 9          | 13         | −4         | 6      |
| 3   | SU 1° Dezembro | 3           | 1           | 0           | 2           | 6          | 9          | −3         | 3      |
| 4   | ŽNK Osijek     | 3           | 0           | 0           | 3           | 4          | 14         | −10        | 0      |

| Datum   | Tijd  | Team        | Score | Team        |
| ------- | ----- | ----------- | ----- | ----------- |
| 5 aug.  | 17:00 | Rossiyanka  | 5 - 0 | Osijek      |
| 5 aug.  | 20:00 | 1° Dezembro | 1 - 4 | St Francis  |
| 7 aug.  | 17:00 | Rossiyanka  | 9 - 0 | St Francis  |
| 7 aug.  | 20:00 | Osijek      | 1 - 4 | 1° Dezembro |
| 10 aug. | 18:00 | 1° Dezembro | 1 - 4 | Rossiyanka  |
| 10 aug. | 18:00 | St Francis  | 5 - 3 | Osijek      |

#### Poule G
| Nr. | Club              | Wedstrijden | Wedstrijden | Wedstrijden | Wedstrijden | Doelpunten | Doelpunten | Doelpunten | Punten |
| --- | ----------------- | ----------- | ----------- | ----------- | ----------- | ---------- | ---------- | ---------- | ------ |
| Nr. | Club              | G           | W           | G           | V           | V          | T          | Saldo      | Punten |
| 1   | FCR 2001 Duisburg | 3           | 3           | 0           | 0           | 13         | 1          | +12        | 9      |
| 2   | Glasgow City      | 3           | 2           | 0           | 1           | 12         | 4          | +8         | 6      |
| 3   | Slovan Bratislava | 3           | 1           | 0           | 2           | 1          | 7          | −6         | 3      |
| 4   | Newtownabbey      | 3           | 0           | 0           | 3           | 1          | 15         | −14        | 0      |

| Datum   | Tijd  | Team                   | Score | Team                   |
| ------- | ----- | ---------------------- | ----- | ---------------------- |
| 5 aug.  | 17:00 | Duisburg               | 3 - 0 | Slovan Bratislava      |
| 5 aug.  | 20:30 | Glasgow City FC        | 8 - 0 | Crusaders Newtownabbey |
| 7 aug.  | 16:00 | Slovan Bratislava      | 0 - 4 | Glasgow City FC        |
| 7 aug.  | 19:00 | Duisburg               | 6 - 1 | Crusaders Newtownabbey |
| 10 aug. | 18:00 | Glasgow City FC        | 0 - 4 | Duisburg               |
| 10 aug. | 18:00 | Crusaders Newtownabbey | 0 - 1 | Slovan Bratislava      |

## Hoofdtoernooi

### Eerste ronde
- De eerste ronde bestond uit 32 teams en ging volgens het knock-outsysteem.
- De wedstrijden werden gespeeld op 22 en 23 september en de returns op 13 en 14 oktober 2010.

| Team 1               | Tot.      | Team 2            | 1e wedstr. | 2e wedstr. |
| -------------------- | --------- | ----------------- | ---------- | ---------- |
| Sint-Truiden         | 0 - 10    | AC Sparta Praag   | 0 - 3      | 0 - 7      |
| Lehenda-ShVSM        | 1 - 7     | Rossiyanka        | 1 - 3      | 0 - 4      |
| Mašinac Niš          | 1 - 12    | Arsenal LFC       | 1 - 3      | 0 - 9      |
| CSHVSM               | 0 - 11    | FCR 2001 Duisburg | 0 - 5      | 0 - 6      |
| MTK                  | 1 - 7     | Everton LFC       | 0 - 0      | 1 - 7      |
| Breiðablik Kópavogur | 0 - 9     | Juvisy            | 0 - 3      | 0 - 6      |
| PAOK                 | 1 - 3     | SV Neulengbach    | 1 - 0      | 0 - 3      |
| ŽNK Krka             | 0 - 12    | Linköpings FC     | 0 - 7      | 0 - 5      |
| Rayo Vallecano       | 4 - 1     | Valur Reykjavík   | 3 - 0      | 1 - 1      |
| Åland United         | 0 - 15    | Turbine Potsdam   | 0 - 9      | 0 - 6      |
| AZ                   | 1 - 10    | Olympique Lyon    | 1 - 2      | 0 - 8      |
| FK Zorka-BDU         | 1 - 2     | Røa IL            | 1 - 2      | 0 - 0      |
| Fortuna Hjørring     | 14 - 1    | Bardolino         | 8 - 0      | 6 - 1      |
| Unia Racibórz        | 2 - 2 (u) | Brøndby IF        | 1 - 2      | 1 - 0      |
| Apollon Limassol     | 2 - 4     | Zvezda            | 1 - 2      | 1 - 2      |
| FFC Zürich           | 3 - 7     | ASD Torres Calcio | 2 - 3      | 1 - 4      |

### Achtste finales
De achtste finales werden gespeeld op 3 en 4 november terwijl de returns op 10 en 11 november 2010 werden afgewerkt.
| Team 1            | Tot.   | Team 2           | 1e wedstr. | 2e wedstr. |
| ----------------- | ------ | ---------------- | ---------- | ---------- |
| FCR 2001 Duisburg | 7 - 2  | Fortuna Hjørring | 4 - 2      | 3 - 0      |
| Rayo Vallecano    | 3 - 4  | Arsenal LFC      | 2 - 0      | 1 - 4      |
| Rossiyanka        | 1 - 11 | Olympique Lyon   | 1 - 6      | 0 - 5      |
| Brøndby IF        | 2 - 5  | Everton LFC      | 1 - 4      | 1 - 1      |
| ASD Torres Calcio | 3 - 4  | Juvisy           | 1 - 2      | 2 - 2      |
| Turbine Potsdam   | 16 - 0 | SV Neulengbach   | 7 - 0      | 9 - 0      |
| Linköpings FC     | 3 - 0  | AC Sparta Praag  | 2 - 0      | 1 - 0      |
| Røa IL            | 1 - 5  | Zvezda           | 1 - 1      | 0 - 4      |

### Kwartfinales
De kwartfinales werden gespeeld op 16 en 17 maart terwijl de returns op 23 en 24 maart 2011 werden gehouden.
| Team 1      | Tot.      | Team 2            | 1e wedstr. | 2e wedstr. |
| ----------- | --------- | ----------------- | ---------- | ---------- |
| Zvezda      | 0 - 1     | Olympique Lyon    | 0 - 0      | 0 - 1      |
| Arsenal LFC | 3 - 3 (u) | Linköpings FC     | 1 - 1      | 2 - 2      |
| Everton LFC | 2 - 5     | FCR 2001 Duisburg | 1 - 3      | 1 - 2      |
| Juvisy      | 2 - 9     | Turbine Potsdam   | 0 - 3      | 2 - 6      |

### Halve finales
De halve finales werden gespeeld op 9 april terwijl de returns op 16 en 17 april 2011 werden afgewerkt.
| Team 1            | Tot.  | Team 2          | 1e wedstr. | 2e wedstr. |
| ----------------- | ----- | --------------- | ---------- | ---------- |
| Olympique Lyon    | 5 - 2 | Arsenal LFC     | 2 - 0      | 3 - 2      |
| FCR 2001 Duisburg | 2 - 3 | Turbine Potsdam | 2 - 2      | 0 - 1      |

### Finale
De finale ging net als het jaar ervoor tussen het Franse Olympique Lyon en het Duitse Turbine Potsdam. In de vorige editie eindigde het duel tussen beide teams in een doelpuntloos gelijkspel en sleepte Potsdam na een strafschoppenserie de titel binnen.
De Duitsers stonden voor de vierde keer in de eindstrijd van het Europese vrouwentoernooi. In 2005 was het voor het eerst finalist en werd het Zweedse Djurgården/Älvsjö over twee wedstrijden verslagen. Een jaar later, in 2006, stond de ploeg tegenover landgenoot 1. FFC Frankfurt in de finale, welke ditmaal over twee wedstrijden verloren werd. Vorig jaar werd er dus opnieuw gewonnen in een enkele wedstrijd in Madrid tegen Lyon.
Voor Lyon was het de tweede keer dat de ploeg in de finale stond en dus ook de tweede keer dat de ploeg tegenover Potsdam in de finale staat. De wedstrijd werd twee dagen voor de UEFA Champions League finale gespeeld, die eveneens in Londen werd afgewerkt. FC Barcelona en Manchester United speelden tegen elkaar. Barcelona won met 3-1.
Lyon kwam in de finale na 27 minuten op voorsprong via Wendie Renard. Potsdam zou de klap niet meer te boven komen en moest lijdzaam toe zien hoe Lara Dickenmann er vijf minuten voor tijd zelfs 2-0 van maakte. Zo won Lyon voor het eerst het toernooi en daarmaa ook voor het eerst een Franse ploeg.
|                        |                           |         |                 |                                                                           |
| 26 mei 2011 21:00 MEZT | Olympique Lyon            | 2 - 0   | Turbine Potsdam | Craven Cottage, Londen Toeschouwers: 14.303 Scheidsrechter: Damkova (CZE) |
| 26 mei 2011 21:00 MEZT | Renard 27' Dickenmann 85' | Verslag |                 | Craven Cottage, Londen Toeschouwers: 14.303 Scheidsrechter: Damkova (CZE) |

UEFA Women's Cup: 2001/02 · 2002/03 · 2003/04 · 2004/05 · 2005/06 · 2006/07 · 2007/08 · 2008/09

UEFA Women's Champions League: 2009/10 · 2010/11 · 2011/12 · 2012/13 · 2013/14 · 2014/15 · 2015/16 · 2016/17 · 2017/18 · 2018/19 · 2019/20 · 2020/21 · 2021/22 · 2022/23 · 2023/24 . 2024/25